# Relations entre la Mongolie et l'Union européenne
Les relations entre la Mongolie et l’Union européenne datent de 1989.

## Coopération
En avril 2013, un accord de coopération fut signé lors de la visite de Catherine Ashton en Mongolie. Cet accord est la base de la coopération entre l'Union et la Mongolie dans les domaines de la politique, du commerce, de l'aide au développement, de l'agriculture, de l'éducation et la culture, du développement rural, de l'énergie et de la recherche et l'innovation.

## Sources

## Compléments